# Smallest Federated Wiki
Smallest Federated Wiki là một nền tảng phần mềm do Ward Cunningham phát triển nhằm bổ sung thêm các tính năng phân nhánh được tìm thấy trong các hệ thống kiểm soát mã nguồn và bộ công cụ phát triển phần mềm khác vào wiki. Dự án được khởi động tại IndieWebCamp năm 2011. Phần mềm cho phép người dùng tách các trang wiki, duy trì các bản sao riêng. Federation ủng hộ những gì Cunningham đã mô tả là "một dàn đồng ca" nơi người dùng chia sẻ nội dung nhưng duy trì quan điểm cá nhân của họ. Cách tiếp cận này trái ngược với xu hướng của các wiki tập trung như Wikipedia hoạt động dưới dạng cơ chế đồng thuận.